# Goldilocks and the Jivin' Bears
Pour plus de détails, voir Fiche technique et Distribution.
Goldilocks and the Jivin' Bears est un film américain d'animation réalisé par Friz Freleng, sorti en 1944.
Produit par Edward Selzer pour Warner Bros. Cartoons, ce cartoon fait partie de la série Merrie Melodies.

## Synopsis
C'est l'histoire revisitée de Boucles d'or et les Trois Ours, dans laquelle ces derniers sont musiciens de jazz, à laquelle s'ajoutent les personnages du Petit Chaperon rouge et du Grand méchant loup.

## Fiche technique
- Réalisation : Friz Freleng
- Scénario : Tedd Pierce
- Production : Leon Schlesinger	.
- Musique originale : Carl W. Stalling
- Montage et technicien du son : Treg Brown (non crédité)
- Durée : 7 minutes
- Pays : États-Unis
- Langue : anglais
- Distribution : 1944 : Warner Bros. Pictures
- Format : 1,37 :1 Technicolor Mono
- Date de sortie : 
  - États-Unis : 2 septembre 1944

## Voix originales
- Sara Berner : Various (voix)
- Mel Blanc : Big Bad Wolf / Wee Small Bear / Western Union Boy (voix)
- Ruby Dandridge : Little Red Riding Hood (voix)
- Vivian Dandridge : Goldilocks (voix)
- Lillian Randolph : la grand-mère (voix)
- Ernest Whitman : le narrateur (voix)